# Raiffeisen Super League 2020/21
De Raiffeisen Super League 2020/21 is de 124ste editie van de hoogste Zwitserse voetbalcompetitie sinds de invoering van het landskampioenschap voetbal in 1897. Aan de competitie namen tien clubs deel, die elkaar vier keer treffen. Nieuwkomers zijn kampioen van de Challenge League 2019/20 Lausanne-Sport dat de plaats inneemt van Neuchâtel Xamax FCS. Daarnaast heeft het Liechtensteinse FC Vaduz via de barragewedstrijden een ticket bemachtigd voor het huidige seizoen, dit ten koste van FC Thun. BSC Young Boys treedt aan als titelverdediger. 

## Competitieverloop
Dit seizoen ontvangen de nummer twee en drie van de eindrangschikking een plaats in de voorrondes van de UEFA Conference League, de nieuwe Europese competitie die van start gaat onder de UEFA Europa League. De kampioen plaatst zich - zoals eerdere seizoenen - voor de voorrondes van de UEFA Champions League.

## Clubinformatie
| Team           | Trainer            | Kleding- merk | Stadion              | Capaciteit | Aantal seizoenen Super League |
| -------------- | ------------------ | ------------- | -------------------- | ---------- | ----------------------------- |
| FC Basel       | Marcel Koller      | Adidas        | St. Jakob Park       | 38.512     | 113                           |
| Lausanne-Sport | Giorgio Contini    | Adidas        | Stade de la Tuilière | 12.000     | 76                            |
| FC Lugano      | Maurizio Jacobacci | Acerbis       | Stadio di Cornaredo  | 6.390      | 71                            |
| FC Luzern      | Fabio Celestini    | Craft         | Swissporarena        | 17.000     | 73                            |
| Servette FC    | Alain Geiger       | Puma          | Stade de Genève      | 30.084     | 108                           |
| FC Sion        | Paolo Tramezzani   | Macron        | Stade de Tourbillon  | 14.850     | 53                            |
| FC St. Gallen  | Peter Zeidler      | JAKO          | Kybunpark            | 19.568     | 90                            |
| FC Vaduz       | Mario Frick        | Adidas        | Rheinparkstadion     | 6.441      | 5                             |
| BSC Young Boys | Gerardo Seoane     | Nike          | Stade de Suisse      | 31.783     | 83                            |
| FC Zürich      | Ludovic Magnin     | Nike          | Letzigrund           | 26.104     | 76                            |

## Reguliere competitie

### Eindstand
| Pos | Team           | Wed | W  | G  | V  | Ptn | DV | DT | +/− | Kwalificatie of degradatie                                |
| --- | -------------- | --- | -- | -- | -- | --- | -- | -- | --- | --------------------------------------------------------- |
| 1   | Young Boys (K) | 36  | 25 | 9  | 2  | 84  | 74 | 29 | +45 | Naar de tweede kwalificatieronde Champions League         |
| 2   | FC Basel       | 36  | 15 | 8  | 13 | 53  | 60 | 53 | +7  | Naar de tweede kwalificatieronde Europe Conference League |
| 3   | Servette FC    | 36  | 14 | 8  | 14 | 50  | 45 | 56 | −11 | Naar de tweede kwalificatieronde Europe Conference League |
| 4   | FC Lugano      | 36  | 12 | 13 | 11 | 49  | 40 | 42 | −2  |                                                           |
| 5   | FC Luzern      | 36  | 12 | 10 | 14 | 46  | 62 | 59 | +3  | Naar de tweede kwalificatieronde Europe Conference League |
| 6   | Lausanne-Sport | 36  | 12 | 10 | 14 | 46  | 52 | 55 | −3  |                                                           |
| 7   | FC St. Gallen  | 36  | 11 | 11 | 14 | 44  | 45 | 48 | −3  |                                                           |
| 8   | FC Zürich      | 36  | 11 | 10 | 15 | 43  | 53 | 57 | −4  |                                                           |
| 9   | FC Sion (O)    | 36  | 8  | 14 | 14 | 38  | 48 | 58 | −10 | Naar de Promotie/degradatie play-offs                     |
| 10  | FC Vaduz (R)   | 36  | 9  | 9  | 18 | 36  | 36 | 58 | −22 | Degradatie naar de Challenge League 2021/22               |

1. ↑  Als winnaar van de Zwitserse beker.
2. ↑  Tevens naar de eerste kwalificatieronde Europe Conference League als aangewezen winnaar van de Liechtensteinse beker.

### Uitslagen
| Thuis \ Uit    | BAS | LAU | LUG | LUZ | SER | SIO | StG | VAD | YB  | ZÜR | BAS | LAU | LUG | LUZ | SER | SIO | StG | VAD | YB  | ZÜR |
| -------------- | --- | --- | --- | --- | --- | --- | --- | --- | --- | --- | --- | --- | --- | --- | --- | --- | --- | --- | --- | --- |
| FC Basel       |     | 2–1 | 2–2 | 3–2 | 1–0 | 4–2 | 0–0 | 2–2 | 0–2 | 1–4 |     | 0–0 | 2–0 | 4–1 | 5–0 | 2–2 | 1–0 | 1–2 | 1–1 | 4–0 |
| Lausanne-Sport | 1–3 |     | 0–1 | 2–1 | 2–1 | 0–1 | 0–1 | 3–0 | 0–3 | 4–0 | 3–3 |     | 2–0 | 2–1 | 3–1 | 1–3 | 4–3 | 2–1 | 2–4 | 2–2 |
| FC Lugano      | 1–0 | 0–0 |     | 2–1 | 1–1 | 2–2 | 1–0 | 1–1 | 0–2 | 0–1 | 2–1 | 1–0 |     | 2–3 | 0–1 | 3–1 | 2–0 | 0–2 | 1–3 | 0–1 |
| FC Luzern      | 1–2 | 2–2 | 1–1 |     | 3–0 | 2–0 | 2–2 | 1–1 | 2–3 | 0–0 | 3–4 | 1–0 | 1–2 |     | 3–0 | 1–1 | 4–2 | 4–0 | 2–2 | 3–1 |
| Servette FC    | 1–0 | 1–1 | 1–1 | 1–3 |     | 1–1 | 2–2 | 1–1 | 0–0 | 2–1 | 2–1 | 1–4 | 1–1 | 4–2 |     | 3–5 | 1–2 | 1–2 | 2–1 | 3–1 |
| FC Sion        | 2–3 | 0–0 | 1–1 | 1–2 | 2–0 |     | 3–2 | 2–1 | 0–0 | 2–2 | 4–0 | 1–1 | 0–3 | 1–1 | 1–2 |     | 1–1 | 0–2 | 0–3 | 2–2 |
| FC St. Gallen  | 1–3 | 2–2 | 0–0 | 2–1 | 1–0 | 1–0 |     | 2–0 | 1–2 | 2–3 | 3–1 | 5–0 | 0–1 | 0–0 | 0–1 | 0–3 |     | 1–0 | 2–2 | 1–1 |
| FC Vaduz       | 0–2 | 0–2 | 1–1 | 1–1 | 0–2 | 4–1 | 0–1 |     | 0–0 | 1–4 | 1–1 | 0–3 | 0–3 | 1–2 | 1–3 | 3–0 | 2–1 |     | 0–2 | 3–2 |
| Young Boys     | 2–1 | 1–0 | 2–2 | 2–1 | 1–2 | 2–1 | 0–0 | 1–0 |     | 2–1 | 2–0 | 4–2 | 3–0 | 5–2 | 2–0 | 2–1 | 2–0 | 1–1 |     | 4–0 |
| FC Zürich      | 1–0 | 4–0 | 2–2 | 2–0 | 0–1 | 0–0 | 1–2 | 0–1 | 1–4 |     | 2–0 | 1–1 | 3–0 | 1–2 | 1–2 | 1–1 | 2–2 | 4–1 | 1–2 |     |

## Promotie/degradatie play-offs
De nummer 9 van de Super League speelt een play-off tegen de nummer 2 uit de Challenge League voor één plek in de Super League van volgend seizoen. De play-off bestaat uit een thuis- en uitwedstrijd waarbij de ploeg uit de Super League eerst uit speelt.
| Team 1 | Tot.  | Team 2 | 1e wedstr. | 2e wedstr. |
| ------ | ----- | ------ | ---------- | ---------- |
| Thun   | 4 – 6 | Sion   | 1 – 4      | 3 – 2      |